# Max von Bahrfeldt
Max Ferdinand von Bahrfeldt, né le 6 février 1856 à Willmine et mort le 11 avril 1936 à Halle-sur-Saale, anobli en 1913, est un général d'infanterie de l'armée impériale allemande et un numismate de renommée mondiale pour sa connaissance des pièces antiques de la République de Rome. Il est aussi connu pour les massacres commis à Charleroi le 22 août 1914 lors de la bataille de Charleroi ce qui lui a valu une condamnation à mort par contumace par la justice belge en 1925.

## Biographie

### Carrière militaire
Bahrfeldt intègre en 1869 l'école des cadets de Wahlstatt, puis celle de Berlin. En 1873, il obtient le grade de Sekondeleutnant (sous-lieutenant), avec affectation au 75e régiment d'infanterie (de). En 1876, il est promu Regimentsadjutant (adjoint du commandant du régiment) et occupe ce poste jusqu'en 1882 à Stade (où le 3e bataillon de l'IR 75 tient garnison). De 1882 à 1886, il suit les cours de l'Académie de guerre de Prusse à Berlin.
Il passe au grade d'Oberst (colonel) en 1904, puis de Generalmajor en 1908. Du 3 avril 1911 au 3 juillet 1913, Bahrfeldt dirige la 37e division d'infanterie stationnée à Allenstein. Le 16 juin 1913, date du jubilé des 25 ans de règne de l'empereur Guillaume II, Bahrfeldt est promu au grade de Generalleutnant et anobli.

### Carrière de numismate
En parallèle de sa carrière militaire, Bahrfeldt se passionne pour les pièces de monnaie et se spécialise dans les pièces de la République romaine en Basse-Saxe. En 1874, il publie ses premiers articles numismatiques. Un an plus tard, il devient coéditeur du Numismatisch-Spragistischen Anzeiger. Zeitung für Münz-, Siegel- und Wappenkunde, un journal spécialisé dans les pièces de monnaie et l'héraldique.
En 1897, aidé par Wilhelm Heinrich Jobelmann et Wilhelm Wittpenning, Bahrfeldt publie une histoire révisée de la ville de Stade. En 1911, il obtient le titre de docteur honorifique ès arts de l'université de Giessen ; puis devient, en 1921, professeur honoraire de numismatique à l'Université de Halle.

### Première Guerre mondiale
Au déclenchement de la Première Guerre mondiale, Bahrfeldt est nommé à la tête de la 19e division de réserve (composée de réservistes hanovriens) rattachée au 10e corps de réserve du général Günther von Kirchbach. Bahrfeldt et la 19e division de réserve pénètrent en Belgique et participent à la bataille de Charleroi ; durant cet épisode, sous prétexte de francs-tireurs, Bahrfeldt impose le paiement d'indemnités de guerre à la population (le traité de Couillet). Il poursuit ensuite les troupes françaises, les combat lors de la bataille de Guise le 29 août et progresse vers le sud jusqu'à la Marne. Il participe à la bataille de la Marne au nord de Montmirail (lors de la bataille des Deux Morins). Au printemps 1915, Bahrfeldt et son unité participent à la stabilisation de la ligne de front lors de la bataille de Champagne. De juin 1915 à avril 1916, il est muté à la tête de la 10e division de réserve, son unité est stationnée en Woëvre lors de la bataille de Verdun. En avril 1916, il atteint la limite d'âge et doit prendre sa retraite.
Après la fin de la guerre, Bahrfeldt est reconnu coupable de crimes de guerre lors d'un procès en Belgique pour ses actions lors de la bataille de Charleroi et condamné à la peine de mort par contumace par une cour martiale belge à Mons en 1925. Quant à lui, il nie toute responsabilité et ne se sent nullement coupable des faits qui se sont produits à Charleroi, rejetant la faute sur des francs-tireurs.